# Кастилія

Дві можливі інтерпретації сучасних меж Кастилії

Герб

Кастилія (ісп. Castilla) — історичний регіон в Іспанії. Складається з двох областей: Старої Кастилії у північно-західній Іспанії, та Нової Кастилії в центрі країни. Назва регіону походить з часів Реконкісти, коли на цій території побудували значну кількість замків (ісп. castillo) для консолідації християнських завойовувань. 
Мова Кастилії — кастильяно (ісп. el castellano) — стала основою сучасної іспанської мови.
Територія, що традиційно вважалася кастильською, зараз адміністративно поділена на іспанські автономні області Кастилія і Леон (Castilla y León), Кастилія-Ла-Манча (Castilla–La Mancha) і Мадрид (Comunidad de Madrid).

## Історія
Східна область Леонського королівства, Кастилія в XI ст. стає незалежною державою зі столицею в Бургосі, а пізніше в Вальядоліді (Valladolid). Вона виступає головною силою в 400-річній Реконкісті північних християнських держав центральної і південної Іспанії проти мусульманського правління на Піренейському півострові, що тривало з VIII століття.
Захоплення Толедо в 1085 додало до королівства Нову Кастилію, а наслідком битви під Лас-Навас-де-Толоса (1212 рік) стала втрата мусульманами більшої частини Півдня. Леон об'єднався з Кастилією в 1230 році. Наступні десятиріччя принесли захоплення Кордови (1236 рік), Мурсії (1243) і Севільї (1248).
Династичне об'єднання королівств Кастилії і Арагону  в 1469 році, коли Фернандо II Арагонський одружився з Ізабелою I Кастильською, призвело до формального утворення Іспанії як централізованої держави в 1516 році.

## Мова
Мова Кастилії здобула панівну роль в Іспанській державі і загалом ототожнюється з концептом іспанської мови, особливо за межами Іспанії. Всередині країни термін Castellano часто використовують для відрізнення від інших мов країни, наприклад каталонської, баскської, галісійської.